# Episodi di Unità speciale scomparsi (prima stagione)
La prima stagione della serie televisiva spagnola Unità speciale scomparsi (Desaparecidos), composta da 13 episodi, è stata distribuita in prima visione in Spagna sul servizio di streaming Amazon Prime Video il 19 giugno 2020 e trasmessa in televisione su Telecinco dal 2 maggio al 4 luglio 2022.
In Italia la stagione è stata distribuita sul servizio di streaming Mediaset Infinity dal 5 luglio al 7 settembre 2023.
| nº | Titolo originale      | Titolo italiano              | Prima TV Spagna | Pubblicazione Italia |
| -- | --------------------- | ---------------------------- | --------------- | -------------------- |
| 1  | Seguimos buscando     | Continuiamo a cercare        | 19 giugno 2020  | 5 luglio 2023        |
| 2  | Lo que parece         | Ciò che sembra               | 19 giugno 2020  | 5 luglio 2023        |
| 3  | Los seres queridos    | Le persone che amiamo        | 19 giugno 2020  | 12 luglio 2023       |
| 4  | Desestructurados      | Destrutturati                | 19 giugno 2020  | 12 luglio 2023       |
| 5  | Huir y proteger       | Fuggire e proteggere         | 19 giugno 2020  | 19 luglio 2023       |
| 6  | Al mando              | Comandare                    | 19 giugno 2020  | 19 luglio 2023       |
| 7  | No puedo vivir sin ti | Non posso vivere senza di te | 19 giugno 2020  | 26 luglio 2023       |
| 8  | Asuntos propios       | Giorni di permesso           | 19 giugno 2020  | 26 luglio 2023       |
| 9  | La culpa              | La colpa                     | 19 giugno 2020  | 31 agosto 2023       |
| 10 | Truco y trato         | Trucco e inganno             | 19 giugno 2020  | 31 agosto 2023       |
| 11 | Ellos                 | Loro                         | 19 giugno 2020  | 7 settembre 2023     |
| 12 | Lo que pasó           | Quello che è successo        | 19 giugno 2020  | 7 settembre 2023     |
| 13 | Final y principio     | La fine e l'inizio           | 19 giugno 2020  | 7 settembre 2023     |